# OLEDAID-Syndrom
Das OLEDAID-Syndrom, oder OL-EDA-ID-Syndrom,  Akronym für Osteopetrose-Lymphödem-Ektodermale Dysplasie, Anhidrotische-ImmunDefekt, ist ein sehr seltenes angeborenes Fehlbildungssyndrom mit den namensbildenden Merkmalen.
Synonyme sind: X-Chromosomale Osteopetrose; „X-linked Osteopetrosis“ mit Lymphödem, anhidrotisch-ektodermaler Dystrophie und Immundefizienz; englisch osteopetrosis-lymphedema-ectodermal dysplasia anhidrotic with immunodeficiency; Ectodermal Dysplasia And Immunodeficiency 1; EDAID1; Ectodermal Dysplasia, Anhidrotic, With Immune Deficiency; Ectodermal Dysplasia, Hypohidrotic, With Immune Deficiency; HEDID; Hyper-IgM Immunodeficiency, X-Linked, With Hypohidrotic Ectodermal Dysplasia; XHMED
Die Erstbeschreibung stammt aus dem Jahre 2000 durch den US-amerikanischen Humangenetiker Jonathan Zonana und Mitarbeiter.

## Verbreitung
Die Häufigkeit wird mit unter 1 zu 1.000.000 angegeben, bislang wurde über zwei Brüder berichtet. Die Vererbung erfolgt X-chromosomal rezessiv.

## Ursache
Der Erkrankung liegen Mutationen im IKBKG (NEMO)-Gen auf dem X-Chromosom Genort q28 zugrunde, welches für einen NF-κB Inhibitor kodiert.
Mutationen in diesem Gen finden sich auch beim Subtyp X-chromosomale Suszeptibilität für Mykobakteriosen durch IKBKG-Defekt der X-chromosomalen Suszeptibilität für Mykobakteriosen und der  Incontinentia pigmenti.
Die Datenbank OMIM führt eine autosomal-dominante Form mit Mutation im NFKBIA-Gen auf dem Chromosom 14 an q13.2.

## Klinische Erscheinungen
Klinische Kriterien sind:
- Krankheitsbeginn in der Neugeborenenzeit oder als Kleinkind
- Ausgeprägte Immunschwäche
- Osteopetrose
- Lymphödem
- anhidrotische ektodermale Dysplasie
- beim männlichen Geschlecht deutliche Dysgammaglobulinämie
- wiederholte Infekte mit erhöhter Sterblichkeit

## Diagnose
Die Diagnose ergibt sich aus der Kombination klinischer Befunde und kann durch humangenetische Untersuchung gesichert werden.